# 南宫姓
南宮姓是漢字複姓，為中國與韓國使用姓氏。在《百家姓》中排第493位。是上古時代就存在的漢族人複姓。

## 姓源
- 源自姬姓，后稷的后裔南宫适是南宫氏的始祖[1][2][3]。

## 韓國和日本
在韩国南宮是第一大复姓，在韓國所有姓氏中排名93位，将近2万人並且有多位知名人士姓南宮，如南宮珉等人，讓此姓在韓國也可說是家喻戶曉。在日本则在所有姓氏中排名22527位，约180多人。

## 延伸阅读
[在维基数据编辑]
 《百家姓》
 《欽定古今圖書集成·明倫彙編·氏族典·南宮姓部》，出自陈梦雷《古今圖書集成》